# A30-as főút (Nagy-Britannia)
Az A30 egy régi főút, mely Londonból egyenesen a Land's Endig vezet. Ez a sziget déli részének legnyugatibb pontja. Az utat gyakran Great South West Roadnak hívják. Az A1 és az A38 után ez az ország harmadik leghosszabb, 457 km-es főútja. Ez az ország délnyugati részébe tartó teherszállítmányok és az oda tartó turisták legkedveltebb útvonalának része. Sok helyen kiszélesítették, és a régi történelmi városokat körgyűrűn elkerüli.
Sok várost és falut keresztez, ezek közé tartozik Staines, Camberley, Basingstoke, Salisbury, Shatesbury, Sherborne, Yeovit, Honiton és Exeter. London nyugati része és Basingstoke között az A30-ast felváltotta az M5 autópálya. Basingstoke és Honiton között az A303 az A30-cal párhuzamosan fut, attól 10–20 km kilométerrel északra, 1946 óta ez vezeti le a forgalom nagy részét. Az A303-t elkezdték továbbfejleszteni, hogy kétsávos teherszállításra is alkalmas pálya legyen Ilminstertől keletre. Ettől nyugatra az A358-at továbbfejlesztik, hogy Tauntonnál elérje az M5 autópályát. Basingstoke és Honiton között az A30 egysávos marad, így ezen a részen csak a helyi forgalom bonyolódik.